# Queaux
Queaux (prononcé [ko]) est une commune du Centre-Ouest de la France, située dans le département de la Vienne en région Nouvelle-Aquitaine.

## Géographie
Queaux est une commune rurale.
Les citoyens de Queaux sont nommés les Caïocains et les Caïocaines.
Queaux est la seule commune de ce nom en France. Son étymologie est incertaine. Elle viendrait du mot latin Collem signifiant colline, le choix de ce nom s'expliquant par la réalité géographique, ou d'un homme latin appelé Colus (selon le dictionnaire étymologique des noms de lieux en France - Dauzat).

### Localisation
La commune est située aux confins de la Marche et du Poitou, sur les derniers contreforts du Massif central, en bordure de la vallée de la Vienne.
Queaux est situé à 38 km au sud-est de Poitiers la plus grande ville des environs.
La commune est proche du parc naturel régional de la Brenne.

### Communes limitrophes
| Bouresse        | Gouex      |         |
|                 | Queaux     | Persac  |
| Usson-du-Poitou | Le Vigeant | Moussac |

### Géologie et relief
La région de Queaux présente un paysage de plaines vallonnées plus ou moins boisées, de vallées et de bocages.
Le terroir se compose :
- de bornais pour 60 % et de terres de brandes pour 36 % situées sur les plateaux du seuil du Poitou ;
- de vallées étroites et encaissées et de terrasses alluviales.

### Hydrographie
La commune est traversée par 19 km de cours d'eau dont le principal est la Vienne sur une longueur de 6 km.
La commune a subi des inondations et des coulées de boues en décembre 1982, lors de l’hiver 1992-1993, en décembre 1999 et au printemps 2010.

### Climat
Pour des articles plus généraux, voir Climat de la Nouvelle-Aquitaine et Climat de la Vienne.
Historiquement, la commune est exposée à un climat océanique du nord-ouest.  
En 2020, Météo-France publie une typologie des climats de la France métropolitaine dans laquelle la commune est exposée à un climat océanique altéré et est dans la région climatique  Poitou-Charentes, caractérisée par un bon ensoleillement, particulièrement en été et des vents modérés.
Pour la période 1971-2000, la température annuelle moyenne est de 11,9 °C, avec une amplitude thermique annuelle de 14,7 °C. Le cumul annuel moyen de précipitations est de 867 mm, avec 11,5 jours de précipitations en janvier et 6,9 jours en juillet. Pour la période 1991-2020, la température moyenne annuelle observée sur la station météorologique la plus proche, située sur la commune du Vigeant à 11,48 km à vol d'oiseau, est de 12,4 °C et le cumul annuel moyen de précipitations est de 781,8 mm,. Pour l'avenir, les paramètres climatiques de la commune estimés pour 2050 selon différents scénarios d’émission de gaz à effet de serre sont consultables sur un site dédié publié par Météo-France en novembre 2022.

### Voies de communication et transports
Les gares ou haltes ferroviaires les plus proches sont situées :
- à Lussac-les-Châteaux à 9,6 km.
- à Montmorillon à 18,8 km.
- à Lathus à 22,9 km.
- à Mignaloux-Nouaillé à 29,6 km.

L'aéroport le plus proche est l'aéroport de Poitiers-Biard situé à 40 km.

## Urbanisme

### Typologie
Au 1er janvier 2024, Queaux est catégorisée commune rurale à habitat très dispersé, selon la nouvelle grille communale de densité à sept niveaux définie par l'Insee en 2022.
Elle est située hors unité urbaine et hors attraction des villes,.

### Occupation des sols
L'occupation des sols de la commune, telle qu'elle ressort de la base de données européenne d’occupation biophysique des sols Corine Land Cover (CLC), est marquée par l'importance des territoires agricoles (78,2 % en 2018), une proportion sensiblement équivalente à celle de 1990 (78,3 %). La répartition détaillée en 2018 est la suivante : 
terres arables (38,3 %), prairies (22,3 %), forêts (19,4 %), zones agricoles hétérogènes (17,6 %), eaux continentales (1 %), zones urbanisées (0,9 %), milieux à végétation arbustive et/ou herbacée (0,5 %). L'évolution de l’occupation des sols de la commune et de ses infrastructures peut être observée sur les différentes représentations cartographiques du territoire : la carte de Cassini (XVIIIe siècle), la carte d'état-major (1820-1866) et les cartes ou photos aériennes de l'IGN pour la période actuelle (1950 à aujourd'hui).

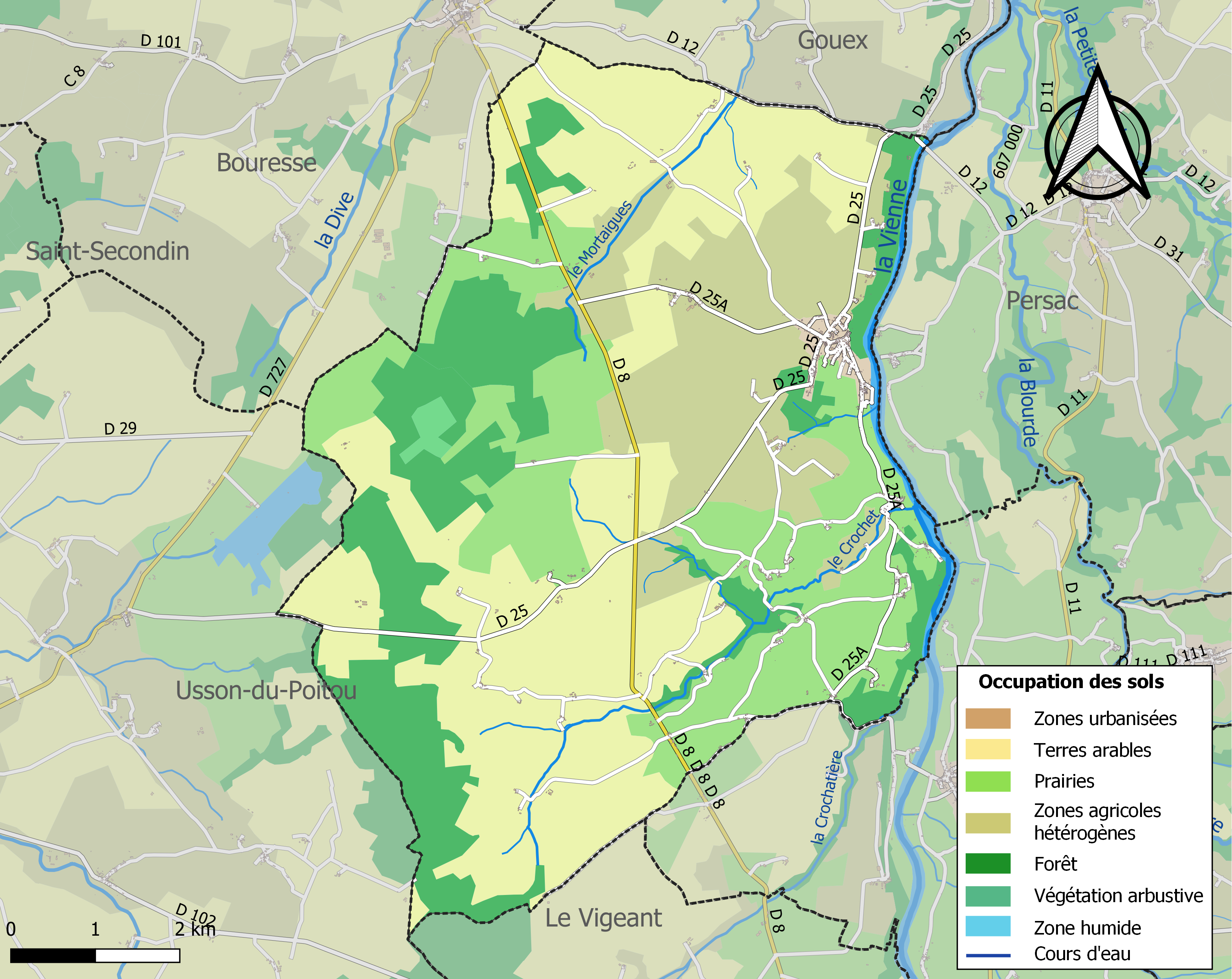
Carte des infrastructures et de l'occupation des sols de la commune en 2018 (CLC).

### Risques majeurs
Le territoire de la commune de Queaux est vulnérable à différents aléas naturels : météorologiques (tempête, orage, neige, grand froid, canicule ou sécheresse), inondations, mouvements de terrains et séisme (sismicité faible). Il est également exposé à trois risques technologiques,  le transport de matières dangereuses et la rupture d'un barrage et le risque nucléaire, et à un risque particulier : le risque de radon. Un site publié par le BRGM permet d'évaluer simplement et rapidement les risques d'un bien localisé soit par son adresse soit par le numéro de sa parcelle.

#### Risques naturels
Certaines parties du territoire communal sont susceptibles d’être affectées par le risque d’inondation par débordement de cours d'eau, notamment la Vienne. La commune a été reconnue en état de catastrophe naturelle au titre des dommages causés par les inondations et coulées de boue survenues en 1982, 1993, 1999 et 2010,. Le risque inondation est pris en compte dans l'aménagement du territoire de la commune par le biais du plan de prévention des risques inondation (PPRI) de la « vallée de la Vienne "amont" - Section Availles-Limouzine/Valdivienne », approuvé le 24 décembre 2009 et par le PPRI « Vienne Communauté de Communes Vienne et Gartempe (CCVG) », prescrit le 28 janvier 2021.

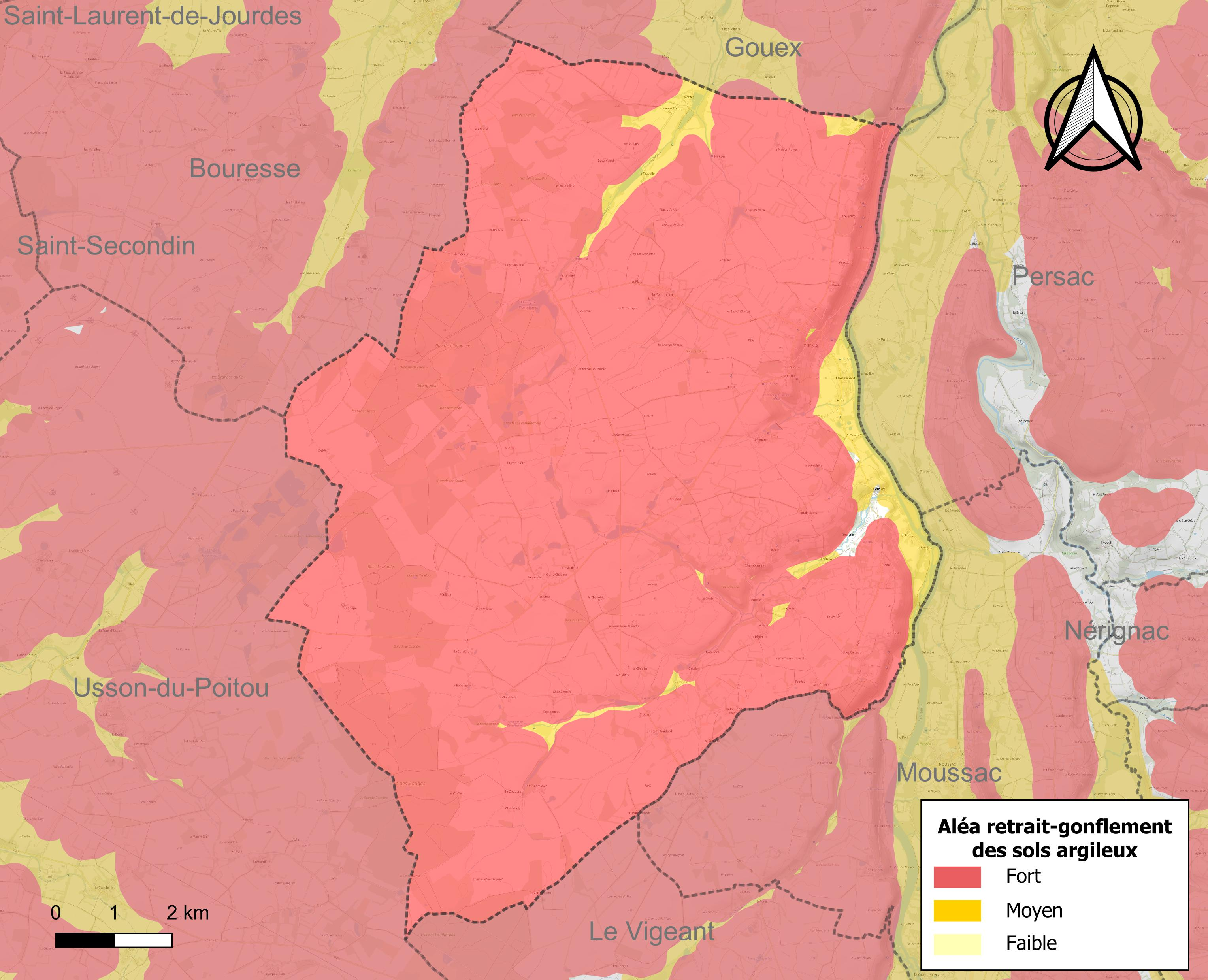
Carte des zones d'aléa retrait-gonflement des sols argileux de Queaux.

Les mouvements de terrains susceptibles de se produire sur la commune sont des affaissements et effondrements liés aux cavités souterraines (hors mines) et des tassements différentiels. Afin de mieux appréhender le risque d’affaissement de terrain, un inventaire national permet de localiser les éventuelles cavités souterraines sur la commune. Le retrait-gonflement des sols argileux est susceptible d'engendrer des dommages importants aux bâtiments en cas d’alternance de périodes de sécheresse et de pluie. 99,7 % de la superficie communale est en aléa moyen ou fort (79,5 % au niveau départemental et 48,5 % au niveau national). Depuis le 1er octobre 2020, en application de la loi ÉLAN, différentes contraintes s'imposent aux vendeurs, maîtres d'ouvrages ou constructeurs de biens situés dans une zone classée en aléa moyen ou fort,.
La commune a été reconnue en état de catastrophe naturelle au titre des dommages causés par la sécheresse en 2016, 2017, 2019 et 2020 et par des mouvements de terrain en 1999 et 2010.

#### Risques technologiques
La commune est en outre située en aval des barrages de Lavaud-Gelade et de Vassivière dans la Creuse, des ouvrages de classe A. À ce titre elle est susceptible d’être touchée par l’onde de submersion consécutive à la rupture d'un de ces ouvrages.
La commune étant située dans le périmètre du plan particulier d'intervention (PPI) de 20 km autour de la centrale nucléaire de Civaux, elle est exposée au risque nucléaire. En cas d'accident nucléaire, une alerte est donnée par différents médias (sirène, sms, radio, véhicules). Dès l'alerte, les personnes habitant dans le périmètre de 2 km se mettent à l'abri. Les personnes habitant dans le périmètre de 20 km peuvent être amenées, sur ordre du préfet, à évacuer et ingérer des comprimés d’iode stable,,.

#### Risque particulier
Dans plusieurs parties du territoire national, le radon, accumulé dans certains logements ou autres locaux, peut constituer une source significative d’exposition de la population aux rayonnements ionisants. Selon la classification de 2018, la commune de Queaux est classée en zone 3, à savoir zone à potentiel radon significatif.

## Toponymie
Le nom du bourg proviendrait d'un mot du bas latin : collium, forme tardive de collem qui signifie colline (le choix de ce nom s'explique par la réalité géographique)  ou d'un propriétaire gallo-romain appelé Colus.

## Histoire
Du fait de sa position sur la vallée de la Vienne et de l'important réseau hydrographique, l'histoire de Queaux commence dès l'époque préhistorique. Le site du bourg actuel servit d'abris, plusieurs grottes se trouvant au lieu-dit Sous Roches. Des outils en pierre polie et taillée, des haches, des racloirs, des amphores et de très belles flèches ont été découvertes.
Le bourg a été construit au bord de la Vienne sur le flanc d'une colline. À l'époque gallo-romaine, le village se trouvait à l'intersection de plusieurs voies dont quelques rues gardent le souvenir. La plus importante reliait Poitiers à Limoges et traversait la Vienne au lieu-dit Chez Renard. Il y a encore quelques décennies, un passeur permettait aux personnes de traverser la rivière en bateau. L'édifice le plus important de cette période sont les thermes mis à jour à la fin du XIXe siècle lors de la construction de l'école. La présence de bâtiments gallo-romains est également attestée sur plusieurs lieux de la commune par des tuiles à rebord et des céramiques, en particulier aux lieux-dits En Cloux et la Pommeraie. Deux sites aux noms évocateurs gardent encore leur mystère : la Motte qui conserve des traces d'une construction militaire entourée d'un large fossé rempli d'eau, sans doute une motte féodale, et la Châtre présentant des structures défensives qui remonteraient à l'époque gallo-romaine ou au haut Moyen Âge.
La vallée de la Vienne constituant une voie stratégique entre le Nord et le Sud, on note la présence de nombreux châteaux liés à de grandes familles seigneuriales : Les Taveau à Fougeret, Les Chauvelin à Beauregard, Les Blom puis les Feydeau à Ressonneau et surtout les Frottier à la Messelière. Les droits féodaux des Frottier s'étendaient sur les fiefs de Chamousseau et au-delà de la paroisse de Queaux. Le château de La Messelière est demeuré jusqu'à nos jours dans la même famille. Ces châteaux ne sont pas ouverts au public mais peuvent être admirés de l'extérieur.
L'église dédiée à Saint Martin atteste d'une évangélisation sans doute précoce. La croix hosannière qui s'y trouvait a été transférée dans le cimetière actuel. L'église appartenait depuis au moins le XIe siècle à l'abbaye de Charroux qui possédait également le prieuré bénédictin de Grand-Chaume. Au XVe siècle est créé le couvent des cordeliers de la Rallerie, cas exceptionnel d'une maison de l'Observance située hors d'une ville. Si la paroisse faisait partie de l'archiprêtré de Lussac qui avait à sa tête le curé de Moussac, elle appartenait du point de vue civil à la châtellenie de Lussac et non de Calais (L'Isle-Jourdain) contrairement aux autres villages du canton actuel. En 1966, la paroisse est rattachée à Bouresse et devient la seule du canton à ne pas faire partie du secteur pastoral Vienne-Limousine.
Queaux se caractérise également par ses nombreux moulins. Le ruisseau du Crochet n’en comptait pas moins de treize depuis Ressonneau jusqu’au Bies, la Vienne cinq, un dernier se trouvant à la Taupelle sur le ruisseau de Mortaigues. Actuellement, ces moulins ne fonctionnent plus et bon nombre sont malheureusement tombés en ruine.
Les amateurs d’histoire pourront découvrir la vie quotidienne des Caïocains au début du XXe siècle à travers une promenade rythmée par des panneaux comprenant photos et explications. Cette balade intitulée « l’histoire au fil des rues » part de l’église (plan sur la place), emmène le visiteur à travers tout le bourg pour le conduire jusqu’à la plage.

## Politique et administration

### Liste des maires
| Période   | Période   | Identité                 | Étiquette | Qualité                                                                                   |
| --------- | --------- | ------------------------ | --------- | ----------------------------------------------------------------------------------------- |
| 1835      | 1863      | Alexandre Brun Puyrajoux |           |                                                                                           |
|           |           |                          |           |                                                                                           |
| mars 1989 | mars 2008 | Yves Jean                |           | Président de l'université de Poitiers professeur en géographie à l'université de Poitiers |
| mars 2008 | mars 2014 | Dany Richard             |           | Infirmier                                                                                 |
| mars 2014 | en cours  | Gisèle Jean              | DVG       | Professeur de sciences économiques et sociales puis retraitée de l'enseignement.          |

### Instances judiciaires et administratives
La commune relève du tribunal d'instance de Poitiers, du tribunal de grande instance de Poitiers, de la cour d'appel de Poitiers, du tribunal pour enfants de Poitiers, du conseil de prud'hommes de Poitiers, du tribunal de commerce de Poitiers, du tribunal administratif de Poitiers et de la cour administrative d'appel de Bordeaux, du tribunal des pensions de Poitiers, du tribunal des affaires de la Sécurité sociale de la Vienne, de la cour d’assises de la Vienne.

### Services publics
Les réformes successives de La Poste ont conduit à la fermeture de nombreux bureaux de poste ou à leur transformation en simple relais. Toutefois, la commune a pu maintenir une agence postale communale.
La mairie est ouverte tous les jours sauf le samedi et toute l'année.
L'école publique de Queaux est dans un regroupement pédagogique avec Gouex et Persac.

## Population et société

### Démographie
L'évolution du nombre d'habitants est connue à travers les recensements de la population effectués dans la commune depuis 1793. Pour les communes de moins de 10 000 habitants, une enquête de recensement portant sur toute la population est réalisée tous les cinq ans, les populations de référence des années intermédiaires étant quant à elles estimées par interpolation ou extrapolation. Pour la commune, le premier recensement exhaustif entrant dans le cadre du nouveau dispositif a été réalisé en 2008.
En 2022, la commune comptait 570 habitants, en évolution de +12,65 % par rapport à 2016 (Vienne : +0,6 %, France hors Mayotte : +2,11 %).
| 1793  | 1800 | 1806  | 1821  | 1831  | 1836  | 1841  | 1846  | 1851  |
| ----- | ---- | ----- | ----- | ----- | ----- | ----- | ----- | ----- |
| 1 195 | 868  | 1 145 | 1 287 | 1 392 | 1 468 | 1 384 | 1 571 | 1 556 |

| 1856  | 1861  | 1866  | 1872  | 1876  | 1881  | 1886  | 1891  | 1896  |
| ----- | ----- | ----- | ----- | ----- | ----- | ----- | ----- | ----- |
| 1 581 | 1 586 | 1 581 | 1 591 | 1 622 | 1 718 | 1 766 | 1 720 | 1 700 |

| 1901  | 1906  | 1911  | 1921  | 1926  | 1931  | 1936  | 1946  | 1954  |
| ----- | ----- | ----- | ----- | ----- | ----- | ----- | ----- | ----- |
| 1 690 | 1 661 | 1 595 | 1 397 | 1 423 | 1 370 | 1 327 | 1 199 | 1 170 |

| 1962  | 1968  | 1975 | 1982 | 1990 | 1999 | 2006 | 2008 | 2013 |
| ----- | ----- | ---- | ---- | ---- | ---- | ---- | ---- | ---- |
| 1 125 | 1 014 | 880  | 710  | 603  | 600  | 600  | 599  | 504  |

| 2018 | 2022 | - | - | - | - | - | - | - |
| ---- | ---- | - | - | - | - | - | - | - |
| 542  | 570  | - | - | - | - | - | - | - |

En 2008, selon l’INSEE, la densité de population de la commune était de 11 hab./km2, 61 hab./km2 pour le département, 68 hab./km2 pour la région Poitou-Charentes et 115 hab./km2 pour la France.
Les dernières statistiques démographiques pour la commune ont été fixées en 2009 et publiées en 2012. Il ressort que la mairie administre une population totale de 619 personnes. À cela il faut soustraire les résidences secondaires (18 personnes) pour constater que la population permanente sur le territoire de la commune est de 601 habitants.

### Enseignement
La commune de Queaux est associée aux communes de Gouex et de Persac dans le cadre d'un regroupement pédagogique intercommunal. Les classes sont donc réparties sur les trois communes. Les enfants de maternelle et de CP sont à Persac, ceux de CE1 et CE2 à Queaux, ceux de CM1 et CM2 à Gouex. Ce regroupement compte environ 130 élèves pour cinq classes.
L'école de Queaux est située derrière la mairie et compte 30 élèves de CE1 et CE2.
Les activités périscolaires garderie et activités sont gratuites.
La commune de Queaux dépend de l'académie de Poitiers et son école primaire dépend de l'inspection de circonscription de Montmorillon.

## Économie

### Tourisme
Le tourisme est une des deux premières activités économiques de la Commune. Situé à flanc de collines, en bords de Vienne, Queaux bénéficie d'une situation privilégiée et d'atouts importants pour un tourisme axé à la fois sur la nature et la culture.
Dotée de plus de 100 km de sentiers de randonnées balisés par le syndicat mixte du Pays Montmorillonnais, Queaux a développé le tourisme vert en lien avec le pays Montmorillonais autour de trois sentiers : les Côteaux des Fadets, le Goberté, le Ptit'crochet. Ce sont plus de 7 000 visiteurs par an qui découvre les charmes de la vallée de la Vienne.
Queaux est doté d'une plage en bords de Vienne connue pour ses fêtes nautiques et désormais son festival d'été depuis 2014.
L'hébergement touristique comprend à la fois le camping municipal du Renard (avec un hébergement atypique de lodges équipés à louer) et de nombreux gites classés.
Queaux est également un village d'artistes. Peintres, photographes, sculpteurs, musiciens habitent le village ou viennent travailler à la résidence d'artistes située au cœur du bourg.

### Agriculture
Selon la direction régionale de l'Alimentation, de l'Agriculture et de la Forêt de Poitou-Charentes, il n'y a plus que 24 exploitations agricoles en 2010 contre 49 en 2000.
Les surfaces agricoles utilisées ont diminué et sont passées de 3 207 hectares en 2000 à 2 991 hectares en 2010 dont 630 sont irrigables. 56 % sont destinées à la culture des céréales (blé tendre et maïs essentiellement et un peu d'orge), 23 % pour les oléagineux (colza et tournesol à parts égales), 11 % pour le fourrage et 3 % restent en herbes. En 2000, 4 hectares (0 en 2010) étaient consacrés à la vigne.
L'élevage d'ovins a connu une forte baisse : 6 656 têtes en 2000 répartis sur 29 fermes contre 2 072 têtes en 2010 répartis sur 11 fermes. Cette évolution est conforme à la tendance globale du département de la Vienne. En effet, le troupeau d’ovins, exclusivement destiné à la production de viande, a diminué de 43,7 % de 1990 à 2007. Toutefois, Queaux abrite encore un des troupeaux les plus importants du département qui, en 2011, comptait 214 000 moutons.
Les élevages de bovins et de volailles ont disparu au cours de cette décennie. Un élevage de volailles existe sur la commune ainsi qu'un maraicher bio.

### Commerce
La maison de Pays, dite maison d’Art et du Terroir, commercialise lors des vacances de Noël et l'été des produits des artisans et producteurs locaux, avec essentiellement une mission de promotion des circuits courts.
En 2009, selon l'INSEE, il reste toujours quelques commerces : une boulangerie, une coiffeuse, un restaurant-bar, un garagiste et un boucher traiteur ambulant.

### Emploi
Le taux de chômage  est de 12,2 % en 2010.

## Culture locale et patrimoine

### Lieux et monuments

#### Patrimoine civil

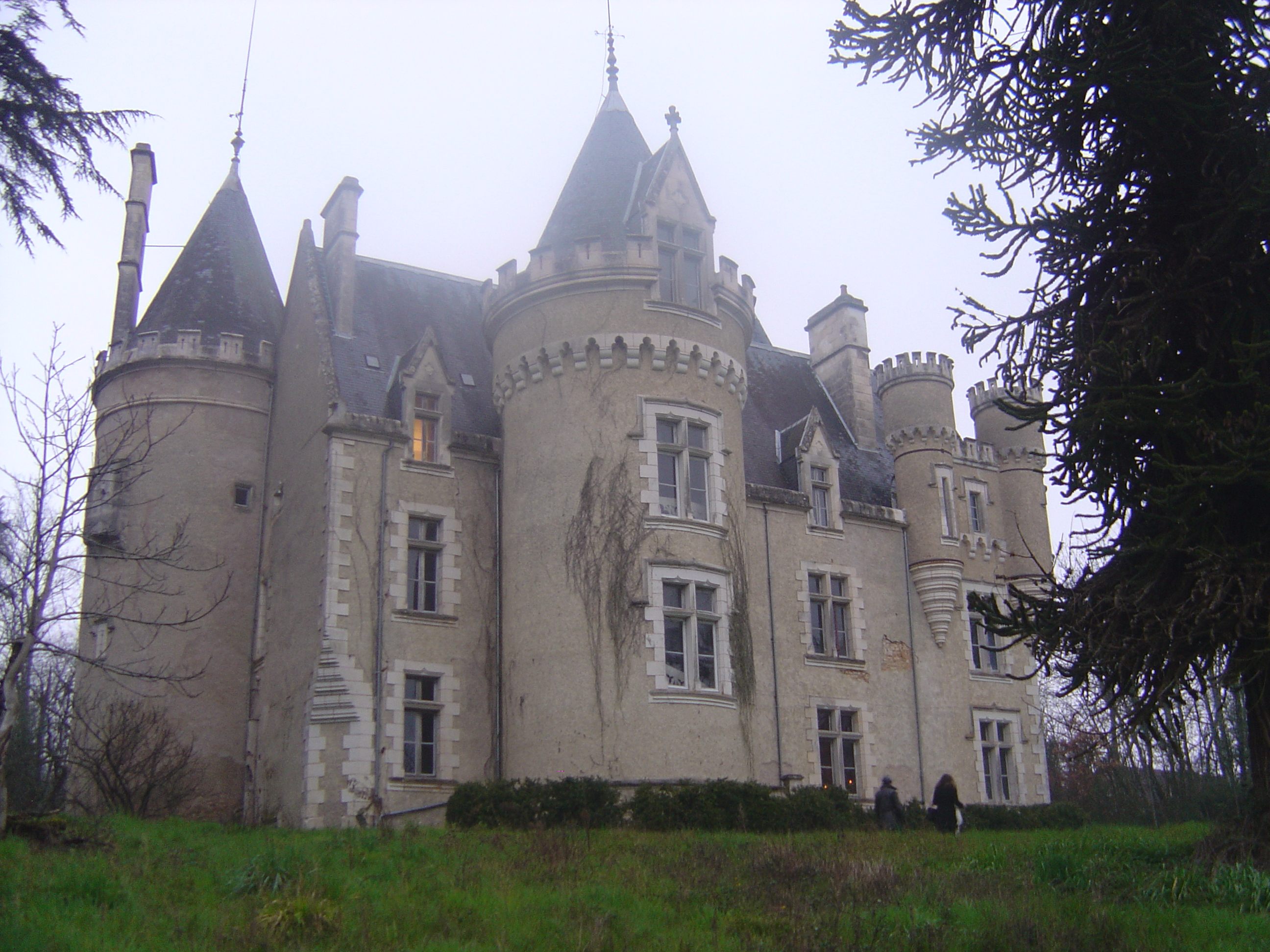
Le château de Fougeret.

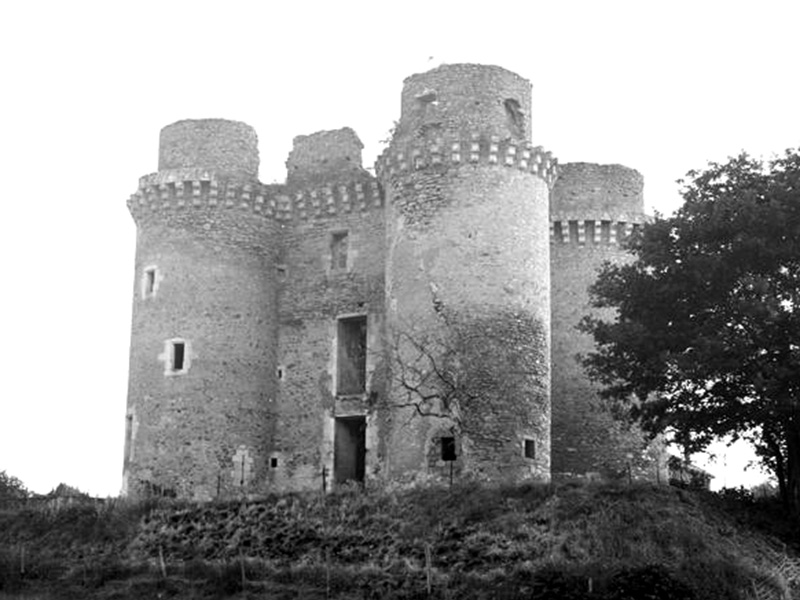
Le château de la Messelière.

- Le château de Fougeret domine la vallée de la Vienne. Il est situé sur la route de Lussac avant le château des Sablonnières, en haut d'une falaise de 38 m. Les archives citent le lieu dès 1337. Sous le Second Empire, une campagne de restauration lui donne son aspect actuel. Il garde cependant des éléments médiévaux. Fougeret fut, jusqu'à la Révolution, un lieu de haute justice. Son intérieur est très sophistiqué. Il répond aux styles néo-gothique et éclectique, propres au XIXe siècle, notamment avec ses escaliers "à la Chambord", ses fresques et ses cheminées. Le château a été inscrit au titre des monuments historiques en 2010. Le château a un parc de 10 hectares qui borde la Vienne et abrite des essences rares. Réputé pour être le théâtre d'activités paranormales récurrentes, depuis 2009, les principaux médias nationaux ont réalisé divers reportages et ont rédigé plusieurs articles sur le château qui relatent ces phénomènes surnaturels. Selon plusieurs témoignages de visiteurs concernant les expériences qu'ils auraient vécues sur place, tout semble indiquer que le château serait hanté par les âmes de personnes défuntes, décédées par maladie ou assassinées en ces lieux dans le courant des XIVe, XVIIIe et XXe siècles.
- Le château des Sablonnières situé sur la route de Lussac après le château de Fougeret, au lieu-dit Les Sablonnières.
- Le château de la Messelière est inscrit au titre des monuments historiques depuis 1930. Situé à la limite de la commune de Moussac, la date de la première construction du château de la Messelière est inconnue. La châtellenie appartint à la famille Faugère à partir de la seconde moitié du XIIIe siècle. Elle fut transmise par alliance vers 1420 à la  famille Frotier de La Messelière, toujours propriétaire de nos jours. La forteresse fut attaquée par surprise par Guy de Blom, seigneur de Ressonneau, qui, après s'y être retranché, l'incendia et le détruisit en 1357. Reconstruit vers 1450 par Guy Frotier, le donjon se présente actuellement comme une construction carrée à trois étages, flanquée aux angles par quatre tours rondes couronnée de mâchicoulis.
- Le château de Chamousseau appartenait également à la famille Frotier de La Messelière, dès le milieu du XVe siècle. La construction comprenait un corps de logis défendu par trois tours rondes, dont la plus grosse était percée de canonnières. Aujourd'hui, seules subsistent une partie du logis et une tour ronde.
- Les thermes gallo-romains : ils ont été découverts lors de la construction de l'école à la fin du XXe siècle. Seul témoignage de son existence : une magnifique colonne en pierre sculptée à décor de feuilles imbriquées.

#### Patrimoine religieux
- L'église de Queaux est dédiée à saint Martin (comme 4 000 églises en France et 8 000 en Italie). Saint-Martin est venu évangéliser la région. Le clocher-porche est de style roman. Deux cloches y ont été installées en 1866. Le portail extérieur ogival date du XVe siècle. Son décor très sobre comprend trois arcs en ogives avec deux voussures. La porte intérieure, romane, comporte des chapiteaux à corbeille haute ainsi qu'un arc sculpté en plein cintre sur lequel on distingue un loup courant après un mouton. Fait rare dans la région : de part et d'autre de l'entrée sont disposées des tribunes, autrefois réservées aux hommes, le reste de la nef étant réservé aux femmes et aux enfants. La nef est unique et trapue. Elle a été refaite au XIXe siècle. Elle est inscrite à l'Inventaire général du patrimoine culturel[42].
- Une croix hosannière située dans le cimetière actuel, dans le haut du bourg.

#### Patrimoine naturel
La commune abrite quatre zones naturelles d'intérêt écologique, faunistique et floristique (ZNIEFF) qui couvrent 9 % de la surface communale. Il s'agit :
- du coteau des Cordeliers,
- du coteau du Couret,
- du bois de la Bougrière,
- du ruisseau de la Crochatière. La vallée du ruisseau bénéficie de protections issues d'engagements internationaux relevant de la directive habitats-faune-flore.

##### Le bois de la Bougrière
Le bois de la Bougrière est un massif forestier de 400 hectares. Il est situé entre le Clain à l’ouest et la vallée de la Vienne à l’est. Il occupe un plateau aux sols limoneux et acides peu favorables aux cultures céréalières. Il s’agit d’une chênaie où le Chêne sessile est dominant, même s’il est accompagné du Chêne pédonculé - sur les secteurs les plus hydromorphes et en bordure des étangs - et du Châtaignier (essence plantée par l’homme). Quelques zones de landes sèches ou humides et deux étangs artificiels viennent compléter cet ensemble.
Le site a été classé car il présente un intérêt biologique remarquable, notamment pour son avifaune et la présence de quatre espèces de chauve-souris protégées (la Barbastelle d’Europe, le Murin de Daubenton, le Noctule de Leisler et la Pipistrelle de Kuhl).
Les oiseaux des landes semi-boisées sont bien représentés et trois espèces d’oiseaux sont plus particulièrement caractéristiques de ce milieu en région centre-atlantique: l'engoulevent d'Europe, la fauvette et le busard Saint-Martin. La conservation de ce dernier est un enjeu de taille pour la région Poitou-Charentes qui accueille de nos jours 20 % des effectifs totaux présents sur le sol français.
En tout, en plus de ces trois espèces, sept autres, aussi protégées en France, sont recensées dans ce bois :
- alouette lulu
- bondrée apivore
- bouvreuil pivoine
- huppe fasciée
- martin-pêcheur
- pouillot siffleur
- pic noir qui est un des plus grands pics de la planète, présente un intérêt tout particulier puisque cette espèce, primitivement montagnarde, a entamé depuis quelques décennies une colonisation des plaines de l'ouest atlantique pour atteindre la Bretagne et Poitou-Charentes où sa population est comprise aujourd'hui entre 15 et 30 couples.

### Personnalités liées à la commune
- Bonaventure Frotier, marquis de La Messelière (V.1656-1711). Maréchal de camp, chevalier de l'Ordre royal et militaire de Saint-Louis, grièvement blessé à la bataille d'Hôchstädt en 1704.